# Rivière Véco
La rivière Véco est une rivière à saumon de la municipalité de Gros-Mécatina, dans la  municipalité régionale de comté du Le Golfe-du-Saint-Laurent, dans la région administrative de la Côte-Nord, dans la province de Québec, Canada. Elle se déverse dans le Golfe du Saint-Laurent par la baie des Ha! Ha!. Cette rivière a été barrée pour alimenter une centrale hydroélectrique érigée à l'embouchure du Petit lac Plamondon. Le rivage autour de l'embouchure de la rivière est protégé dans le cadre d'une réserve ornithologique fédérale.

## Toponymie
La rivière doit son nom à Jean-Baptiste Véco, notaire royal, qui exerça sa profession en Acadie au XVIIe siècle. Le toponyme « rivière Véco » a été officialisé le 5 décembre 1968 par la Commission de toponymie du Québec.

## Géographie
La rivière Véco comporte une longueur de 80 km de long et son bassin versant couvre 1 016 km2. La rivière draine les eaux du lac Robertson, du lac Charles et du lac Blais. La rivière coule principalement dans le territoire non-organisé de Petit-Mécatina. Son embouchure est dans la municipalité de Gros-Mécatina, dans la municipalité régionale de comté du Golfe-du-Saint-Laurent.

## Barrage
Un barrage d'Hydro-Québec a été aménagé sur la rivière, créant le réservoir Robertson pour la centrale du Lac-Robertson, qui comprend l'ancien lac Robertson et le lac Plamondon. Ce plan d'eau contient de l'éperlan arc-en-ciel, l'omble chevalier, l'omble de fontaine et la ouananiche. La centrale est entrée en service en 1995. La qualité de l'eau a été surveillée de 1990 à 1997. Le barrage a eu pour effet d'augmenter la teneur en mercure dans l'eau du lac. La dégradation de la matière organique dans la zone inondée libère du mercure, qui est transformé en méthylmercure et pénètre dans la chaîne alimentaire. Ces changements peuvent avoir affecté la qualité de l'eau de la rivière Véco et la baie des Ha! Ha!.

## Conservation
La réserve de biodiversité projetée de Harrington Harbour se situerait dans le bassin versant de la rivière. Un sanctuaire d'oiseaux, le refuge d'oiseaux de Gros-Mécatina, couvre l'île Plate et l'île Trois Collines ainsi que les îles Marmette et Rocks. Il est entièrement protégé et l'accès est interdit. Il appartient au ministère fédéral des Ressources naturelles et de la Faune et est soumis à la Loi sur la convention concernant les oiseaux migrateurs, à la Loi sur la faune du Canada et au Règlement sur les refuges d'oiseaux migrateurs. La zone de marée de la rivière Gros Mécatina et la rivière Véco ne relèvent pas de la compétence de la municipalité de Gros-Mécatina et sont gérées par le refuge d'oiseaux migrateur.

## Pêche
La rivière Véco est utilisée comme frayère par saumon atlantique et omble de fontaine. L'omble chevalier a été observé dans le lac Robertson et pourrait être plus répandu dans la région. L'embouchure de la rivière Véco dans la baie des Ha! Ha! abrite l'éperlan arc-en-ciel, poulamon atlantique et l'anguille d'Amérique.
La Pourvoirie Kecarpoui organise des expéditions de pêche/camping qui incluent la rivière Véco et d'autres rivières à proximité (Rivière Kécarpoui, Rivière Saint-Augustin, Rivière Coxipi, Rivière Chécatica et Rivière Napetipi). Entre 2012 et 2016, quatre saumons en moyenne ont été déclarés capturés dans la rivière chaque année. En 2017, tous les saumons, petits et grands, ont dû être relâchés sur la rivière Malbaie (Gaspésie), rivière Pigou, rivière Bouleau, rivière Magpie, rivière Coacoachou, rivière Nétagamiou, Petite rivière Mécatina et Véco.
Seuls les jeunes saumons pouvaient être conservés dans 51 rivières et une rétention limitée des gros saumons était autorisée dans 19 rivières.